# زولي مورينو
زوليما إشتار غونزاليس بوربون (الإسبانية:Zulema Esther González Borbón) ومعروفة باسم زولي مورينو (الإسبانية:Zully Moreno) ، مواليد (17 أكتوبر 1920 في فيلا بالستر، بوينس آيرس - 25 ديسمبر 1999 في بوينس آيرس) ممثلة أرجنتينية شهيرة من رواد العصر الذهبي الأرجنتيني في السينما (1940–1960) ، ظهرت زولي مورينو في أكثر من 70 فيلم، وقد حصلت عدة مرات على جائزة أفضل ممثلة في مهرجان الأرجنتين السينيمائي وفي دائرة السينما الإسبانية.

## من أفلامها
- Amor prohibido (1958)
- El amor nunca muere (1955)
- El barro humano (1955)
- La calle del pecado (1954)
- La dama del mar (1954)
- غادة الكاميليا (1953)
- Me casé con una estrella (1951)
- Cosas de mujer (1951)
- La indeseable (1951)
- Nacha Regules (1950)
- La trampa (1949)
- Dios se lo pague (1948)
- La gata (1947)
- Nunca te diré adiós (1947)
- Celos (1946)
- Cristina 1946)
- Dos ángeles y un pecador (1945)
- Apasionadamente (1944)
- Stella (1943)
- Su hermana menor (1943)
- Historia de crímenes (1942)
- Bajó un ángel del cielo (1942)
- Fantasmas en Buenos Aires (1942)
- El pijama de Adán (1942)
- En el último piso (1942)
- El profesor Cero (1942)
- Papá tiene novia (1941)
- Los martes, orquídeas (1941)
- Orquesta de señoritas (1941)
- En la luz de una estrella (1941)
- De México llegó el amor (1940)
- Bartolo tenía una flauta (1939)
- Cándida (1939)

## روابط خارجية
- زولي مورينو على موقع IMDb (الإنجليزية)
- زولي مورينو على موقع قاعدة بيانات الفيلم (الإنجليزية)
- cinenacional.com - Dios se lo pague